# Ashinas
Abu Ya'far Ashinás (en árabe: أبو جعفر أشناس‎) (m. 844) fue un general al servicio del califa abasí al-Mutásim, probablemente miembro del clan sagrado del Primer Imperio Turco, transcrito en chino como «Ashina» (阿史那). Una etimología folclórica aparece en la obra de al-Tabari. El califa le concedió la graduación más alta entre sus generales turcos (véase ghilman) y un texto de al-Masudi lo describe como un gran noble. 
Su origen no es conocido. El islamólogo C. E. Bosworth consideraba que su nombre era persa. El sinólogo Édouard Chavannes y la turcóloga Emel Esin opinaron que fue derivado del nombre del clan imperial de los turcos, pero Christopher Beckwith rechazó esta identificación.

## Carrera en la corte califal
Según al-Tabari, al-Mutásim compró a Ashinás en Bagdad durante el reinado de Mamún, junto con Itaj al-Jazari y Wasif. Fue el encargado de las tropas turcas del califa en Samarra, la capital abasí de la época. Su hija se casó en el 839 con un hijo de al-Afshin, lo que sirvió para unir a las que probablemente eran las familias más poderosas del ejército califal. La caída en desgracia de al-Afshin, sin embargo, llevó luego al encarcelamiento de la pareja.
En el 832 acompañó al califa Mamún a Egipto a aplastar una rebelión y se lo nombró gobernador de la provincia tres años más tarde. Desempeñó el cargo durante once años. Mantuvo los lazos con lo más alto de la Administración califal en Samarra, de la que eligió a menudo a sus lugartenientes para el gobierno de la provincia. En el 841 participó junto al califa en la peregrinación a La Meca, después de haber quedado como su representante en la capital el año anterior, cuando al-Mutásim tuvo que ausentarse de ella temporalmente. Cuando murió en 844, era gobernador de Egipto y el más poderoso de los generales al servicio de los abasíes, probablemente muy rico. Lo sucedió en sus cargos Itaj.